# محمد حمدود
محمد «موحا» حمدود (مواليد 9 يونيو 1976 في الأبيار، الجزائر) هو لاعب كرة قدم جزائري سابق.

## النوادي
آخر تحديث 14 أكتوبر 2019.
| النادي        | الموسم        | الرابطة                           | الرابطة   | الرابطة | الكأس     | الكأس   | القارية   | القارية | أخرى      | أخرى    | المجموع   | المجموع |
| النادي        | الموسم        | الدرجة                            | المباريات | الأهداف | المباريات | الأهداف | المباريات | الأهداف | المباريات | الأهداف | المباريات | الأهداف |
| ------------- | ------------- | --------------------------------- | --------- | ------- | --------- | ------- | --------- | ------- | --------- | ------- | --------- | ------- |
| اتحاد الجزائر | 1995–96       | الرابطة الجزائرية المحترفة الأولى | 0         | 0       | 0         | 0       | 0         | 0       | —         | —       | 0         | 0       |
| اتحاد الجزائر | 1996–97       | الرابطة الجزائرية المحترفة الأولى | 0         | 0       | 0         | 0       | 0         | 0       | —         | —       | 0         | 0       |
| اتحاد الجزائر | 1997–98       | الرابطة الجزائرية المحترفة الأولى | 0         | 0       | 0         | 0       | 0         | 0       | —         | —       | 0         | 0       |
| اتحاد الجزائر | 1998–99       | الرابطة الجزائرية المحترفة الأولى | 0         | 0       | 0         | 0       | 0         | 0       | —         | —       | 0         | 0       |
| اتحاد الجزائر | 1999–2000     | الرابطة الجزائرية المحترفة الأولى | 0         | 0       | 0         | 0       | 0         | 0       | —         | —       | 0         | 0       |
| اتحاد الجزائر | 2000–01       | الرابطة الجزائرية المحترفة الأولى | 25        | 0       | 5         | 0       | —         | —       | —         | —       | 30        | 0       |
| اتحاد الجزائر | 2001–02       | الرابطة الجزائرية المحترفة الأولى | 16        | 0       | 2         | 0       | 2         | 0       | —         | —       | 20        | 0       |
| اتحاد الجزائر | 2002–03       | الرابطة الجزائرية المحترفة الأولى | 23        | 0       | 2         | 0       | 5         | 0       | —         | —       | 30        | 0       |
| اتحاد الجزائر | 2003–04       | الرابطة الجزائرية المحترفة الأولى | 28        | 7       | 4         | 0       | 9         | 1       | —         | —       | 41        | 8       |
| اتحاد الجزائر | 2004–05       | الرابطة الجزائرية المحترفة الأولى | 25        | 3       | 1         | 0       | 10        | 1       | —         | —       | 36        | 4       |
| اتحاد الجزائر | 2005–06       | الرابطة الجزائرية المحترفة الأولى | 27        | 1       | 6         | 1       | 4         | 1       | —         | —       | 37        | 3       |
| اتحاد الجزائر | 2006–07       | الرابطة الجزائرية المحترفة الأولى | 24        | 1       | 5         | 0       | 2         | 0       | —         | —       | 31        | 1       |
| اتحاد الجزائر | 2007–08       | الرابطة الجزائرية المحترفة الأولى | 24        | 0       | 2         | 0       | —         | —       | 8         | 1       | 34        | 1       |
| اتحاد الجزائر | المجموع       | المجموع                           | 192       | 12      | 27        | 1       | 32        | 3       | 8         | 1       | 259       | 17      |
| المجموع الكلي | المجموع الكلي | المجموع الكلي                     | 192       | 12      | 27        | 1       | 32        | 3       | 8         | 1       | 259       | 17      |

## التتويجات
- فاز بالدوري الجزائري أربع مرات مع اتحاد الجزائر في أعوام 1996 و 2002 و 2003 و 2005
- فاز بكأس الجزائر خمس مرات مع اتحاد العاصمة أعوام 1997 و 1999 و 2001 و 2003 و 2004
- بلغ نصف نهائي دوري أبطال إفريقيا مرتين مع اتحاد الجزائر عامي 1997 و 2003
- وصيف الدوري الجزائري ثلاث مرات مع اتحاد الجزائر أعوام 1998 و 2001 و 2004
- وصل للنهائي في كأس الجزائر مرتين مع اتحاد الجزائر عامي 2006 و 2007
- خاض 5 مباريات مع المنتخب الجزائري

## روابط خارجية
- محمد حمدود على موقع قاعدة بيانات كرة القدم.إي يو (الإنجليزية)
- محمد حمدود على موقع ناشيونال فوتبول تيمز (الإنجليزية)